# 224 v.Chr.
Het jaar 224 v.Chr. is een jaartal volgens de christelijke jaartelling.

## Gebeurtenissen

### Griekenland
- Antigonus III Doson van Macedonië sluit een alliantie met Aratos van Sikyon, de strategos van de Achaeïsche Bond. De Macedonische hegemonie in Griekenland wordt hersteld.
- Cleomenes III steekt met het Spartaanse leger de Landengte van Korinthe over, maar wordt door de Macedoniërs en bondgenoten (Achaea, Boeotië en Thessalië) teruggedreven.
- De Kolossus van Rhodos wordt verwoest door een aardbeving.